# Kanan Jarrus
Kanan Jarrus, il cui nome di nascita è Caleb Dume, è un personaggio immaginario dell'universo fantascientifico di Guerre stellari, apparso nella serie televisiva Star Wars Rebels. Era un padawan Jedi sotto la tutela della maestra Jedi Depa Billaba che riuscì a scampare all'Ordine 66. È anche il maestro di Ezra Bridger.

## Apparizioni

### Televisione

#### Rebels
All'età di ventotto anni, Kanan divenne il leader dell'equipaggio della nave spaziale Spettro assieme alla twi'lek Hera Syndulla (proprietaria della nave), la mandaloriana Sabine Wren, il lasat Garazeb Orellios e il droide astromeccanico di Hera, C1-10P (o "Chopper"). Il gruppo, stabilitosi sul pianeta Lothal, compiva furti di casse e rappresaglie contro le pattuglie imperiali di Capital City (capitale di Lothal) per sopravvivere e per effettuare effettivamente una ribellione contro il crudele regime imperiale. La vita di Kanan cambia improvvisamente quando incontra per caso il giovane Ezra Bridger, un ladruncolo quattordicenne del luogo, il quale risultava essere incredibilmente sensibile alla Forza. Inizialmente il quintetto era deciso ad abbandonarlo ma, dopo averlo preso a bordo, ci si affezionano, arrivando a salvarlo dallo spietato agente imperiale Kallus. Successivamente, quando il gruppo si recò su Kessel per salvare un gruppo di prigionieri wookiee catturati dall'Impero, Kallus ordinò agli Stormtrooper di attaccare Kanan, rivelatosi apertamente uno Jedi, e il suo gruppo; l'agente seguì Ezra ed un piccolo wookiee che erano fuggiti ma i due vennero salvati da Jarrus che, deflettendo un colpo di fulminatore, scaraventò Kallus giù dalla passerella, mentre i tre fuggivano. Ritornati su Lothal, Kanan decise di prendere Ezra come apprendista e di addestrarlo nelle vie della Forza. Dopo alcune difficoltà iniziali, Ezra riesce a prenderci la mano fino a che Kanan, sentita la notizia che la maestra Jedi Luminara Unduli era viva e intrappolata nella Guglia su Stygeon Prime, non decise di affidarlo a lei vista la sua grande esperienza. Giunti sul pianeta, Luminara si rivela essere solo un ologramma (la Jedi era morta infatti molto tempo addietro) per attirare Kanan in una trappola tesa dal malvagio Grande Inquisitore. I due combatterono ma Kanan riuscì a salvarsi, fuggendo con lo Spettro.
Durante i festeggiamenti per il quindicesimo anniversario di Ezra e della nascita dell'Impero, Kallus investigò per cercare su Lothal il rodiano Tseebo, che era stato usato dall'Impero come spia ed era a conoscenza di importanti informazioni. Il rodiano, però, era stato già prelevato dai Ribelli dello Spettro e Kallus cercò personalmente di fermarli, inseguendoli a bordo di un trasporto truppe imperiale. L'agente si confrontò con Kanan, ma lo Jedi riuscì a salvarsi, portando con sé il rodiano. Il gruppo fuggì fino ad un avamposto abbandonato della Repubblica, dove Kanan e il Grande Inquisitore si confrontarono; quando sembrò che lo Jedi stesse per avere la peggio, Ezra lo salvò evocando un gigantesco Fyrnock che attaccò l'Inquisitore, permettendo a Kanan e a Ezra di fuggire. Kanan ed Ezra raggiunsero poi un antico Tempio Jedi dove il giovane apprendista riceverà il cristallo Kaiburr per realizzare la sua spada laser.
Per fermare Kanan, allora, venne mandato il Grand Moff Wilhuff Tarkin che riuscì a metterlo alle strette grazie al Grande Inquisitore e Kallus, i quali riuscirono a catturarlo e torturarlo per cercare di estorcergli informazioni. Kanan venne tenuto prigioniero sullo star destroyer Sovereign in orbita su Mustafar quando Ezra, Hera, Sabine, Zeb e Chopper andarono a salvarlo, utilizzando un Carrier d'assalto imperiale e un caccia TIE rubati. Ezra salvò Kanan ma i due si ritrovarono costretti a confrontarsi con il Grande Inquisitore, il quale ferì Ezra ma venne in seguito sconfitto da Kanan. L'Inquisitore a quel punto, anziché venire sconfitto, scelse di morire facendosi precipitare dalla passerella nell'esplosione del reattore. Il gruppo fu poi salvato da una flotta dell'Alleanza Ribelle del senatore Bail Organa, entrando dunque di fatto a far parte della Ribellione contro l'Impero.
Kanan ed Ezra ebbero anche un confronto con il temibile Signore dei Sith Dart Fener, mandato appositamente su Lothal dopo la dipartita del defunto Grande Inquisitore: Kanan riuscì a tenergli testa ma venne ferito ad una spalla, mentre Ezra venne quasi ucciso dal Sith. I due riuscirono però a respingerlo e a fuggire via.
Si recò su Seelos per incontrare i cloni Rex, Wolffe e Gregor, un tempo soldati dell'esercito della Repubblica, i quali vivevano da nomadi su un AT-TE modificato nelle lande desolate di Seelos. Quando l'agente Kallus si recò sul pianeta insieme a tre camminatori AT-AT per attaccare i ribelli nonostante il vantaggio numerico, venne respinto e costretto alla fuga grazie all'intervento provvidenziale di Kanan, Ezra e Zeb. Quando Dart Fener mandò due nuovi Inquisitori per contrastare i Ribelli, Quinto Fratello e Settima Sorella, Kanan li affrontò sul pianeta Takobo ma venne da loro sconfitto. Venne solo salvato dall'intervento di Ahsoka Tano che riuscì a sconfiggerli, permettendo a Kanan ed Ezra di fuggire e di salvare due neonati sensibili alla Forza (un ithoriano e un umano) dalle grinfie dei malvagi Inquisitori. S'incontrò con Leila Organa su Lothal, ottenendo delle navi per flotta ribelle. Decisivo fu poi il suo intervento su Concord Dawn dove convinse il leader dei "Protettori di Concord Dawn" Fenn Rau (con cui Kanan aveva già combattuto durante le guerre dei cloni durante la terza battaglia di Mygeeto) ad unirsi alla Ribellione. Affronta insieme a Kanan i due Inquisitori su Oosalon e successivamente si reca ancora una volta al tempio Jedi su Lothal per cercare di mettersi in contatto con il maestro Yoda tramite la Forza: entrato nel tempio con Ezra e Ahsoka, Kanan ha una visione in cui duella con una delle Guardie che proteggevano il Tempio Jedi durante la Vecchia Repubblica e viene da questa sconfitto, salvo poi scoprire che è in realtà il Grande Inquisitore il quale, anziché ucciderlo, lo nomina cavaliere e lo salva, insieme alle altre Guardie, da Quinto Fratello e Settima Sorella.
Kanan, Ezra e Ahsoka partono con Chopper e il Fantasma alla volta di Malachor, il misterioso pianeta che Yoda ha detto ad Ezra di cercare al tempio Jedi di Lothal. I tre atterrano e si ritrovano davanti degli strani monoliti con delle scritte antiche incise sopra; mentre Ahsoka prova a leggerle Ezra tocca inavvertitamente uno di quei monoliti, il quale crea una voragine nel terreno dove i tre precipitano. Una volta caduti i tre vedono una grande struttura piramidale dalla sommità rossa e Ahsoka riconosce essa come un Tempio Sith; mentre camminano vedono diverse figure umane/aliene di pietra: Kanan spiega che tanti anni prima su quel pianeta era avvenuta un'importante battaglia tra gli Jedi e i Sith, senza però sapere chi di questi abbia trionfato. Improvvisamente, però, una delle statue si anima e attacca Kanan: è un misterioso Inquisitore mascherato, Ottavo Fratello. Durante la lotta Ezra precipita in un'altra voragine, mentre Kanan e Ahsoka inseguono Ottavo Fratello, mentre Chopper riesce a prendere il controllo del suo prototipo avanzato di caccia TIE, sparandogli addosso e disarmandolo, permettendo ad Kanan e Ahsoka di catturarlo. Kanan, Ahsoka e Ottavo Fratello giungono dinanzi alla porta del Tempio ma vengono attaccati da Quinto Fratello e Settima Sorella, i quali liberano il loro compagno catturato. In quel momento sopraggiungono Ezra e Darth Maul, un Sith ex-apprendista dell'Imperatore, i quali si aggregano a Kanan e Ahsoka e riescono a scacciare i tre Inquisitori Sith. I quattro raggiungono la sommità del Tempio ma vengono attaccati dagli Inquisitori: qui, mentre Kanan e Ahsoka combattono contro Quinto Fratello, Maul uccide a sangue freddo Settima Sorella dopo aver inutilmente ordinato a Ezra di farlo al suo posto. Successivamente Maul ordina a Ezra di raggiungere la sommità del Tempio e corre in soccorso di Kanan e Ahsoka, uccidendo a sangue freddo Quinto Fratello mentre Ottavo Fratello, nel disperato tentativo di fuggire, muore cadendo nel baratro sottostante. In quel momento, però, Maul acceca Kanan e dichiara a gran voce che Ezra è il suo nuovo apprendista e che in realtà il Tempio è una gigantesca stazione da battaglia creata da lui stesso per distruggere i suoi nemici. Mentre Ahsoka corre da Ezra, Kanan, utilizzando una maschera per coprirsi il volto, affronta Maul e riesce a sconfiggerlo facendolo precipitare nel baratro. Successivamente raggiunge Ezra e lo aiuta a fuggire insieme dal Tempio sul punto di esplodere, lasciando Ahsoka ad affrontare Dart Fener.
Tempo dopo, rimasto cieco, Kanan è costretto ad indossare in maniera permanente una visiera per gli occhi, imparando tuttavia grazie a Bendu il segreto per poter utilizzare la vista attraverso la Forza. Successivamente, per cercare di salvare Hera e compagni, Kanan decide di sacrificarsi morendo nell'esplosione di un enorme serbatoio di carburante operata dall'Impero.
Nel 0 BBY Hera diede alla luce Jacen Syndulla, figlio di lei e di Kanan.
The Clone Wars
Un giovane Caleb Dume appare in un cameo come ologramma insieme alla sua maestra Jedi Depa Billaba, convocati per una riunione Jedi durante un episodio della settima stagione di The Clone Wars, poco prima della Grande Purga Jedi.
The Bad Batch
Nell'episodio pilota della serie, Caleb, allora un padawan della maestra Billaba, assiste all'esecuzione dell'Ordine 66 ed alla morte della sua maestra ad opera dei cloni ma fortunatamente il giovane riesce a fuggire grazie all'aiuto di Hunter, membro della Bad Batch che era in missione sul pianeta Kaller insieme a Caleb. Questo sconcertante evento rimase impresso nella mente di Caleb e causò il suo caratteristico senso di odio verso i cloni che dimostrò di avere inizialmente nella serie Rebels.

### L'ascesa di Skywalker
La voce di Kanan è udibile mentre Rey chiede aiuto a tutti gli jedi del passato per affrontare Palpatine.

### Fumetti

#### Kanan
Caleb veniva da Coruscant, pianeta capitale della Vecchia Repubblica, dove nacque nel 33 BBY, un anno prima dell'Invasione di Naboo. Venne addestrato inizialmente dal maestro Yoda, come tutti gli iniziati Jedi, per poi passare sotto la tutela della maestra Jedi chalactana Depa Billaba. La maestra gli insegnò tutto ciò che sapeva e i due compirono diverse missioni insieme, durante il conflitto noto come le guerre dei cloni tra la Repubblica Galattica e la Confederazione dei Sistemi Indipendenti.
Quando i due vennero mandati su Kaller per contrastare gli eserciti di droidi dei Separatisti, il Supremo Cancelliere Palpatine emanò l'Ordine 66 a tutte le unità di cloni presenti nella galassia. Depa e Caleb si stavano riposando insieme ai cloni quando il comandante Grey ricevette l'ordine di uccidere i due Jedi: Billaba si accorse del pericolo e ordinò al suo padawan di fuggire, venendo uccisa dal fuoco incrociato dei cloni. Dume fuggì nelle foreste di Kaller finché non trovò un kalleriano di nome Kasmir che lo aiutò a fuggire dal pianeta. In quegli anni, mentre l'Impero stringeva la sua morsa sulla galassia, Caleb cambiò nome e diventò Kanan Jarrus, affiancando Kasmir in numerose missioni tra i bassifondi di vari pianeti. Tenne la sua spada laser dalla lama blu nascosta, in modo da non attirare le attenzioni dell'Impero, brandendo invece un folgoratore come arma primaria.

### Apparizioni
- Star Wars: Kanan
- Kanan: The Last Padawan
- Star Wars: Una nuova alba
- Star Wars Rebels
- Star Wars: The Bad Batch